# Medibank International 2007
Medibank International 2007 byl společný tenisový turnaj mužského okruhu ATP Tour a ženského okruhu WTA Tour, hraný v areálu NSW Tennis Centre na otevřených dvorcích naposledy s tvrdým povrchem Rebound Ace. Následující rok byl na kurty položen Plexicushion. Konal se na úvod sezóny mezi 5. až 13. lednem 2007 v australském Sydney jako 117. ročník turnaje.
Mužská polovina se řadila do kategorie ATP International Series a její dotace činila 436 000 amerických dolarů. Ženská část s rozpočtem 600 000 dolarů byla součástí kategorie WTA Tier II.
Singlový titul v mužské dvouhře obhájil Američan James Blake. Jednalo se o jeho devátý turnajový triumf na okruhu ATP Tour a první ze dvou v sezóně 2007. Ženskou dvouhru ovládla Belgičanka Kim Clijstersová, která si tak připsala třicátý čtvrtý singlový triumf kariéry a jediné turnajové vítězství v sezóně 2007.

## Distribuce bodů a finančních odměn

### Distribuce bodů
| Soutěž       | Vítězové | F   | SF  | ČF | 16 v kole | 32 v kole |
| ------------ | -------- | --- | --- | -- | --------- | --------- |
| dvouhra mužů | 175      | 120 | 75  | 40 | 15        |           |
| čtyřhra mužů | 175      | 120 | 75  | 40 |           |           |
| dvouhra žen  | 275      | 190 | 125 | 70 | 35        | 1         |
| čtyřhra žen  | 275      | 190 | 125 | 70 | 1         |           |

### Finanční odměny
| Soutěž         | Vítězové | Finále  | Semifinále | Čtvrtfinále | 16 v kole | 32 v kole |
| -------------- | -------- | ------- | ---------- | ----------- | --------- | --------- |
| dvouhra mužů   | $68 800  | $37 350 | $20 750    | $11 500     | $6 800    | $4 000    |
| dvouhra žen    | $88 265  | $47 125 | $25 240    | $13 500     | $7 230    | $3 855    |
| čtyřhra mužů * | $20 500  | $11 750 | $7 000     | $3 800      | $2 000    |           |
| čtyřhra žen *  | $27 730  | $14 900 | $7 970     | $4 260      | $2 275    |           |

* na pár

částky jsou uváděny v amerických dolarech.

## Dvouhra mužů

### Nasazení
| Stát          | Hráč               | ATP1) | Nasazení |
| ------------- | ------------------ | ----- | -------- |
| Španělsko     | Rafael Nadal       | 2.    | 1.       |
| Rusko         | Nikolaj Davyděnko  | 3.    | 2.       |
| Spojené státy | James Blake        | 4.    | 3.       |
| Kypr          | Marcos Baghdatis   | 12.   | 4.       |
| Česko         | Tomáš Berdych      | 13.   | 5.       |
| Francie       | Richard Gasquet    | 18.   | 6.       |
| Rusko         | Dmitrij Tursunov   | 22.   | 7.       |
| Francie       | Sébastien Grosjean | 28.   | 8.       |

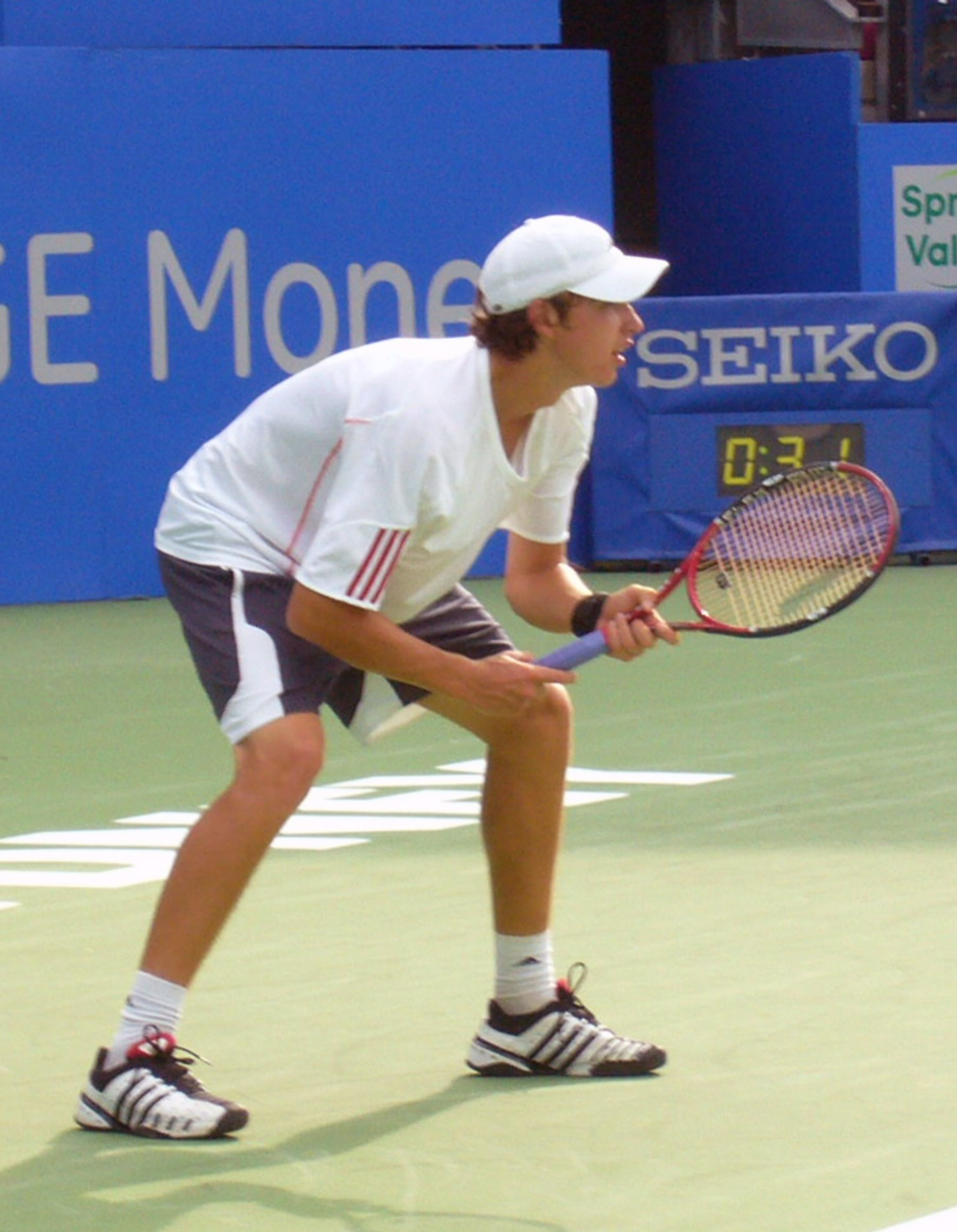
Lotyš Ernests Gulbis vypadl v prvním kole

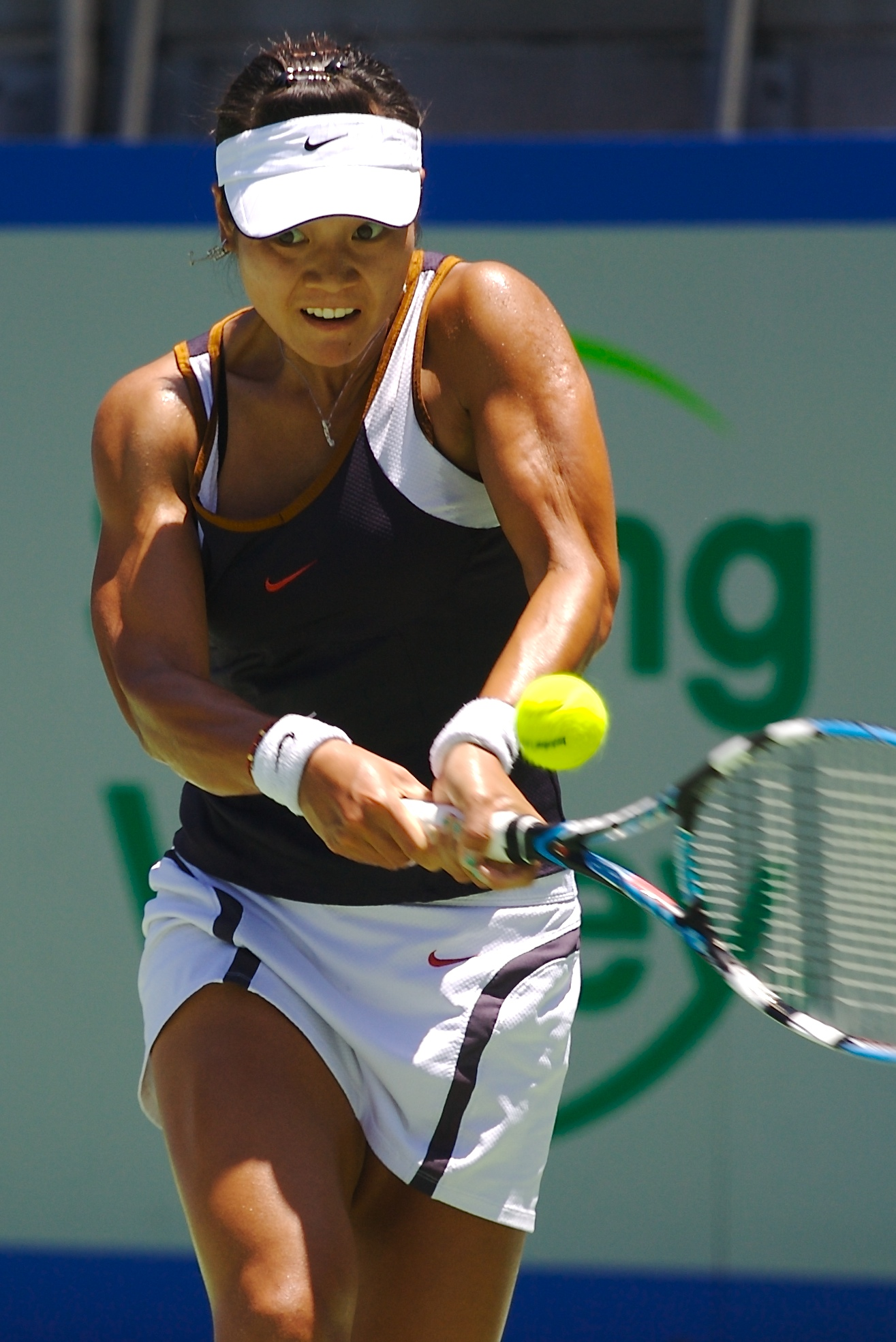
Číňanka Li Na došla do semifinále

- 1) Žebříček WTA k 25. prosinci 2006.

### Jiné formy účasti
Následující hráčí obdrželi divokou kartu do hlavní soutěže:
- Nathan Healey
- Luke Bourgeois

Následující hráči postoupili z kvalifikace:
- Robert Smeets
- Ivo Minář
- Jan Hernych
- Ernests Gulbis
  -  Kevin Kim – jako šťastný poražený
  -  Andreas Seppi – jako šťastný poražený

## Mužská čtyřhra

### Nasazení
| Stát          | Hráč         | Stát          | Hráč          | Nasazení |
| ------------- | ------------ | ------------- | ------------- | -------- |
| Spojené státy | Bob Bryan    | Spojené státy | Mike Bryan    | 1.       |
| Bahamy        | Mark Knowles | Kanada        | Daniel Nestor | 2.       |
| Austrálie     | Paul Hanley  | Jižní Afrika  | Kevin Ullyett | 3.       |
| Česko         | Martin Damm  | Indie         | Leander Paes  | 4.       |

### Jiné formy účasti
Následující páry obdržely divokou kartu do hlavní soutěže:
- Alun Jones /  Robert Smeets
- Jordan Kerr /  Luke Bourgeois

## Ženská dvouhra

### Nasazení
| Stát      | Hráčka               | WTA1) | Nasazení |
| --------- | -------------------- | ----- | -------- |
| Francie   | Amélie Mauresmová    | 3.    | 1.       |
| Rusko     | Světlana Kuzněcovová | 4.    | 2.       |
| Belgie    | Kim Clijstersová     | 5.    | 3.       |
| Rusko     | Naděžda Petrovová    | 6.    | 4.       |
| Švýcarsko | Martina Hingisová    | 7.    | 5.       |
| Rusko     | Jelena Dementěvová   | 8.    | 6.       |
| Švýcarsko | Patty Schnyderová    | 9.    | 7.       |
| Česko     | Nicole Vaidišová     | 10.   | 8.       |

- 1) Žebříček WTA k 25. prosinci 2006.

### Jiné formy účasti
Následující hráčky obdržely divokou kartu do hlavní soutěže:
- Samantha Stosurová
- Casey Dellacquová
- Nicole Prattová

Následující hráčky postoupily z kvalifikace:
- Ai Sugijamová
- Věra Duševinová
- Juliana Fedaková
- Pcheng Šuaj

## Ženská čtyřhra

### Nasazení
| Stát          | Hráčka                 | Stát          | Hráčka                 | Nasazení |
| ------------- | ---------------------- | ------------- | ---------------------- | -------- |
| Spojené státy | Lisa Raymondová        | Austrálie     | Samantha Stosurová     | 1.       |
| Zimbabwe      | Cara Blacková          | Jižní Afrika  | Liezel Huberová        | 2.       |
| Slovensko     | Daniela Hantuchová     | Japonsko      | Ai Sugijamová          | 3.       |
| Německo       | Anna-Lena Grönefeldová | Spojené státy | Meghann Shaughnessyová | 4.       |

- 1 Žebříček WTA k 25. prosinci 2006.

### Jiné formy účasti
Následující páry obdržely divokou kartu do hlavní soutěže:
- Casey Dellacquová /  Monique Adamczaková
- Li Na /  Jelena Jankovićová

## Přehled finále

### Mužská dvouhra
- James Blake vs.  Carlos Moyà, 6–3, 5–7, 6–1

### Ženská dvouhra
- Kim Clijstersová vs.  Jelena Jankovićová, 4–6, 7–6(7–1), 6–4

### Mužská čtyřhra
- Paul Hanley /  Kevin Ullyett vs.  Mark Knowles /  Daniel Nestor, 6–4, 6–7(3–7), [10–6]

### Ženská čtyřhra
- Anna-Lena Grönefeldová /  Meghann Shaughnessyová vs.  Marion Bartoliová /  Meilen Tuová, 6–3, 3–6, 7–6